# 카와이다 나츠미

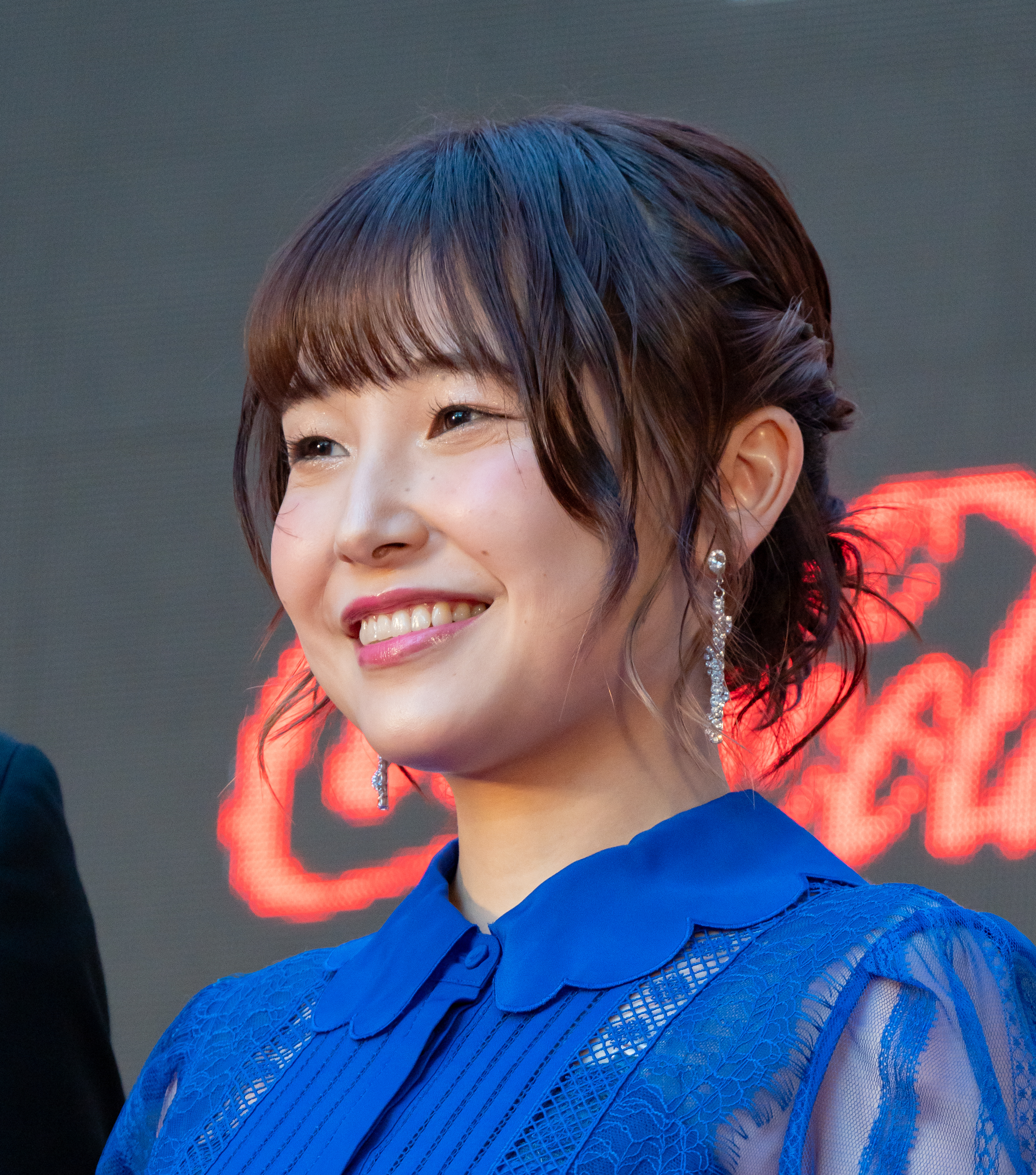
카와이다 나츠미

카와이다 나츠미(일본어: 川井田 夏海 かわいだ なつみ[*], 1996년 2월 18일 ~ )는 일본의 여성 성우. 아이치현 출신. INTENTION 소속.